# 호계초등학교 (경기)
호계초등학교는 대한민국 경기도 안양시에 있는 공립 초등학교이다.

## 학교 연혁
- 1981년 6월 5일 : 개교

## 참고 자료
- 호계초등학교 - 한국교육학술정보원 학교알리미